# Günter Sparing
Günter Sparing (* 11. Juni 1924; † 21. Dezember 2009) war ein deutscher Fußballschiedsrichter. Im DFB-Pokal 1961 oblag ihm die Spielleitung der Finalpartie zwischen dem späteren Titelträger Werder Bremen und dem 1. FC Kaiserslautern.

## Sportlicher Werdegang
Der aus Kassel stammende Sparing leitete Ende der 1950er und Anfang der 1960er Jahre Spiele der Oberliga Süd und der Oberliga Südwest sowie der anschließenden Endrunde um die Deutsche Meisterschaft. 1961 wurde er für die Leitung des Pokalendspiels nominiert, in der Gelsenkirchener Glückauf-Kampfbahn leitete er das nach Treffern von Willi Schröder und Helmut Jagielski mit einem 2:0-Erfolg des SV Werder Bremen über den 1. FC Kaiserslautern endende Finale.
Bei der Einführung der Bundesliga als höchster deutschlandweiter Spielklasse zur Saison 1963/64 zählte Sparing als renommierter Schiedsrichter zu den am häufigsten eingesetzten Spielleitern der Anfangsjahre. In den ersten beiden Spielzeiten stand er in insgesamt 19 Partien auf dem Spielfeld, beim Duell FC Schalke 04 gegen Hertha BSC am elften Spieltag der Auftaktsaison sprach er gegen Gelsenkirchner Günter Karnhof seinen einzigen Feldverweis aus. Am 7. Dezember 1963 kam es zudem unter seiner Leitung zum ersten Spielabbruch in der Bundesligageschichte, als die Abendpartie zwischen dem Hamburger SV und Borussia Dortmund aufgrund Nebels in Hamburg in der zweiten Halbzeit beim Stand von 1:2 vorzeitig beendet wurde – die zwei Wochen später neu angesetzte Partie gewann der HSV mit 2:1.
Teilweise findet sich in Statistiken ein abweichendes Geburtsdatum, zudem wird er teilweise als Günther bezeichnet.